# 沖縄県道10号伊計平良川線

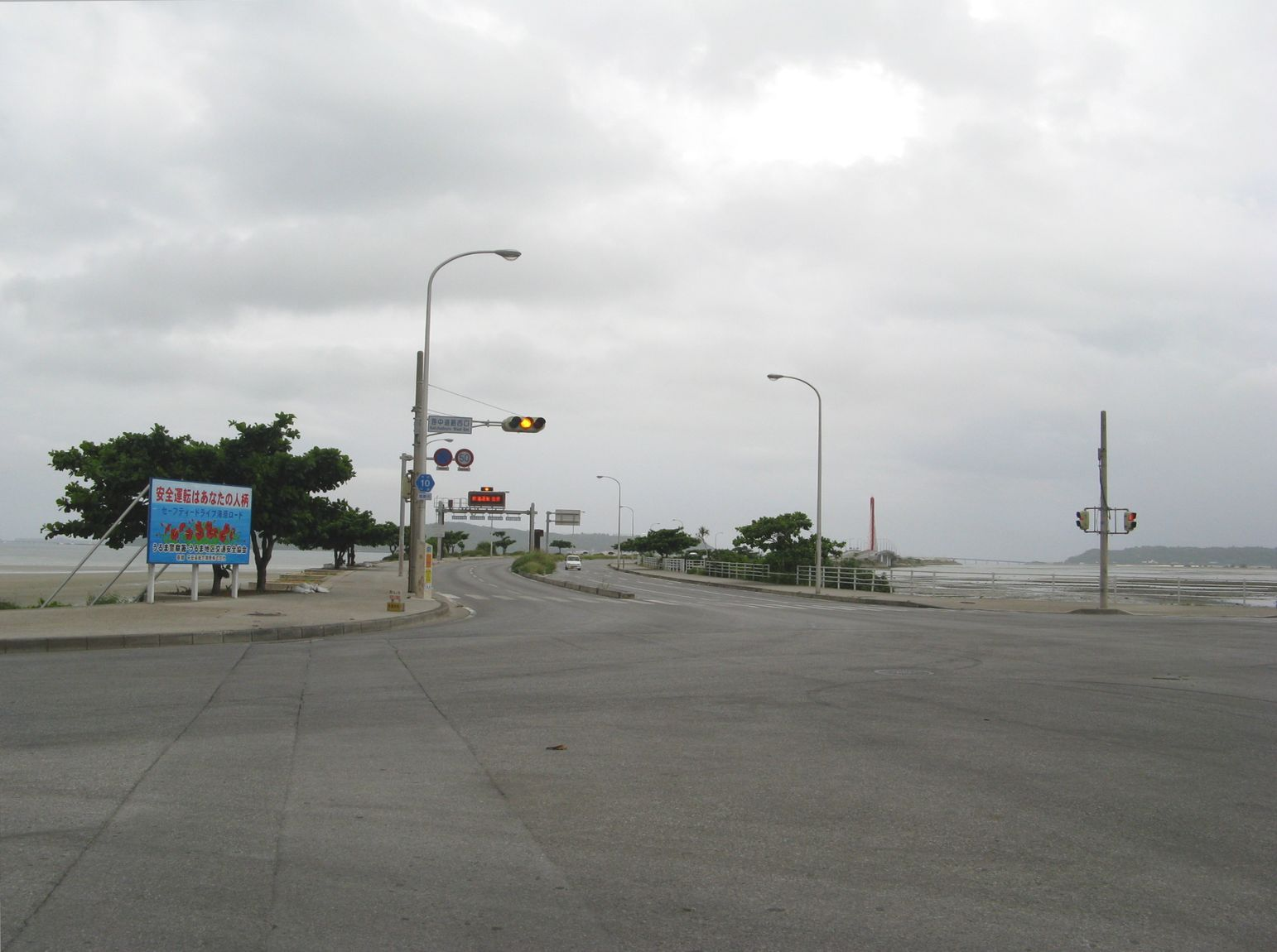
海中道路西口から東望
海中道路の蔭になっているのが平安座島、右前方に橋でつながっているのが浜比嘉島

沖縄県道10号伊計平良川線（おきなわけんどう10ごういけいたいらがわせん・主要地方道伊計平良川線）は、沖縄県うるま市与那城伊計の伊計島と同市平良川とを結ぶ主要地方道。

## 概要
- 沖縄本島内の主要地方道では唯一同一市町村内のみの区間である。また、国道とつながっていない。
- 旧与那城村では村道標識（県道と同じヘキサ式で白抜きに青文字）が設置されているが、平安座島や宮城島でも設置され、現在の当路線が1991年（平成3年）の県道昇格、1994年（平成6年）に町制施行した後もそのまま設置されていた。
- 宮城島では未整備箇所が多く（島中央部に整備中[1]）、同島東部を通る農道等が県道代わりに利用されている。
- 沖縄県内ではこれまで主要地方道昇格の場合、1桁や2桁の番号でも主要地方道の番号枠である70番台 - 90番台に順序よくつけたが、指定路線が多くなり番号枠だとひっ迫する恐れが出たため、1993年（平成5年）に指定された路線のうち、もとの県道番号が1桁または2桁の番号の路線はそのままその番号がつけられており、この路線は県道10号を存続番号として主要地方道に指定された。

### 路線データ
- 起点：うるま市与那城伊計（伊計島）
- 終点：うるま市字平良川（沖縄県道75号沖縄石川線）
- 総延長：23.4km
- 実延長：20.1km（2009年）

## 歴史
- 1953年（昭和28年） - 以下の区間が軍道・琉球政府道に指定される。
  - 軍道8号線 具志川村（現うるま市）栄野比 - 勝連村（現うるま市勝連）平敷屋ホワイトビーチ（うち安慶名 - 大田間はのちに政府道となる）
  - 軍道10号線 具志川村（現うるま市）平良川 - 大田
  - 政府道31号線 与那城村（現うるま市）与那城 - 屋慶名
- 1970年代初頭 石油業者が与那城村（現うるま市）平安座島に備蓄基地を建設するため、沖縄本島から海中道路を建設した。
- 1972年（昭和47年）5月 - 本土復帰前の軍道・琉球政府道8号線、軍道10号線、琉球政府道31号線全線がそれぞれ同じ番号のまま県道となる。
- 1974年（昭和49年） - 平安座島と宮城島とを結ぶ桃原橋が開通（石油備蓄基地建設に伴う埋立てによる）。
- 1982年（昭和57年） - 宮城島と伊計島を結ぶ「伊計大橋」が開通。当時民間から移管した海中道路も含めて、屋慶名交差点以北の区間はすべて当時の与那城村道だった。
- 1991年（平成3年） - 海中道路を含む屋慶名交差点 - 伊計島間の区間が伊計屋慶名線として県道に昇格した（当時は県道237号）、これに伴い海中道路の整備が本格化する。また同時に平安座島から浜比嘉島を結ぶ浜比嘉大橋が県道浜比嘉平安座線（県道238号）として整備することに。
- 1993年（平成5年） - 県道10号線と伊計屋慶名線の全線、県道8号線の勝連町（現うるま市勝連）平安名 - 具志川市（現うるま市）大田、県道31号線の与那城村（現うるま市与那城）屋慶名 - 勝連町（現うるま市勝連）平安名の各区間が伊計平良川線として主要地方道に昇格する。
- 1997年（平成9年） - 平安座島と浜比嘉島を結ぶ浜比嘉大橋が開通。
- 1999年（平成11年） - 海中道路が4車線としてリニューアル。

## 路線状況

### 重複する路線
- 沖縄県道37号線（うるま市与那城中央 - 与那城屋慶名）
- 沖縄県道8号線（うるま市勝連平安名 - 大田）

### 路線バス
本島部区間（与那城庁舎（旧与那城町役場） - 平良川）

いずれも沖縄バスによる運行（かつて琉球バス交通運行の路線もあったが2016年に撤退）。なお大田 - 平良川の区間には路線バスは乗り入れてない（2003年に廃止）。
- 27番・屋慶名（大謝名）線 与那城庁舎前 - 屋慶名交差点　-　（県道37号・平敷屋・県道8号） - 平安名 - 大田
- 52番・与勝線 与那城庁舎前 - 与那城西原
- 61番・前原線 与那城庁舎前 - 与那城西原
- 80番・与那城線 与那城庁舎前 - 大田
- 93番・屋慶名～イオンモール線　与那城庁舎前 - 屋慶名交差点　-　（県道37号・平敷屋・県道8号） - 平安名 - 大田
- 127番・屋慶名（高速）線 与那城庁舎前 - 屋慶名交差点　-　（県道37号・平敷屋・県道8号） - 平安名 - 大田
- 227番・屋慶名おもろまち線 与那城庁舎前 - 屋慶名交差点　-　（県道37号・平敷屋・県道8号） - 平安名 - 大田
- 777番・急行バス（屋慶名）線　与那城庁舎前 - 屋慶名交差点　-　（県道37号・平敷屋・県道8号） - 平安名 - 大田

海中道路 - 島嶼部（平安座島・浜比嘉島・宮城島・伊計島）

うるま市合併前は平安座島方面は平安座総合開発、宮城・伊計両島方面は桃原（とうばる）運輸産業、浜比嘉島方面は1997年（平成9年）に架橋後勝連町営の浜比嘉バスがそれぞれ運行していたが、合併後「うるま市有償バス」として平安座総合開発に委託して4島すべての島を通っている。
- 伊計島 - 浜比嘉大橋入口 - （浜比嘉大橋・浜比嘉島） - 浜比嘉大橋入口 - 屋慶名（JAおきなわ与那城支店前）

## 地理

### 通過する自治体
- うるま市
もとは「与那城町 - 勝連町 - 具志川市」の3市町だったが、2005年（平成17年）4月に合併したため沖縄本島内の主要地方道では唯一、同一市町村内のみの路線である。

### 交差する路線
- 沖縄県道238号浜比嘉平安座線（うるま市与那城平安座）
- 沖縄県道37号線（うるま市与那城中央-具志川方面、同市与那城屋慶名-勝連方面）
- 沖縄県道239号与那城具志川線（うるま市与那城屋慶名）
- 沖縄県道8号線（うるま市勝連平安名-勝連方面、同市大田-安慶名方面）
- 沖縄県道16号線（うるま市与那城西原）
- 沖縄県道33号具志川沖縄線（うるま市川田）
- 沖縄県道224号具志川環状線（うるま市田場）
- 沖縄県道75号沖縄石川線（終点）

### 主要施設・観光地
- 伊計島
- 宮城島
- 平安座島
- 浜比嘉島（県道238号浜比嘉大橋経由）
- 海中道路
  - 海の駅あやはし館
- うるま市役所与那城庁舎（うるま市与那城中央）
- うるま警察署（うるま市大田）